# Hampton (Île-du-Prince-Édouard)
Pour les articles homonymes, voir Hampton.
Hampton est une communauté dans le comté de Queens de l'Île-du-Prince-Édouard, Canada, à l'est de Crapaud.
Dans le canton du Lot 29, Hampton est un petit centre de service de l'autoroute, avec des stations service et un petit magasin.
La région fut nommée en 1865 par madame James MacPhail, qui venaient du Nouveau-Brunswick, probablement de Hampton dans le comté de Kings. La communauté avait son propre bureau de poste de 1875 à 1968. La communauté devint une adresse civique en 2000.

## Commerces
- A Kennedy & Co. Ltd.,
- Beachside Bed & Breakfast,
- Blue Spruces Cottages,
- Hampton Haven Cottages,
- Hampton Irving Service Station,
- Hampton Motel,
- Island Sun Cottages,
- Island Sun Kennels,
- McLure's Cottage By The Sea,
- Me & The Missus,
- Summer Zephyr,
- Redcliffe Beach House